# برينكوفسكايا
برينكوفسكايا (بالروسية: Бриньковская) هي مدينة في مقاطعة كراسنودار كراي في روسيا.